# Šišan
Šišan (wł. Sissano) – wieś w Chorwacji, w żupanii istryjskiej, w gminie Ližnjan. W 2011 roku liczyła 849 mieszkańców.